# Autoroute A89
L’autoroute A89, detta La Transeuropéenne (la transeuropea) è un'autostrada francese, che collega l'area metropolitana di Bordeaux (incrocio con la N230 a quella di Lione. È parte della strada europea E70. Lungo il suo percorso ovest-est serve numerose città come Libourne, Périgueux, Brive-la-Gaillarde (dove interseca l'A20) e Clermont-Ferrand (dove presenta un tratto in comune con l'A71).